# Магнітна девіація

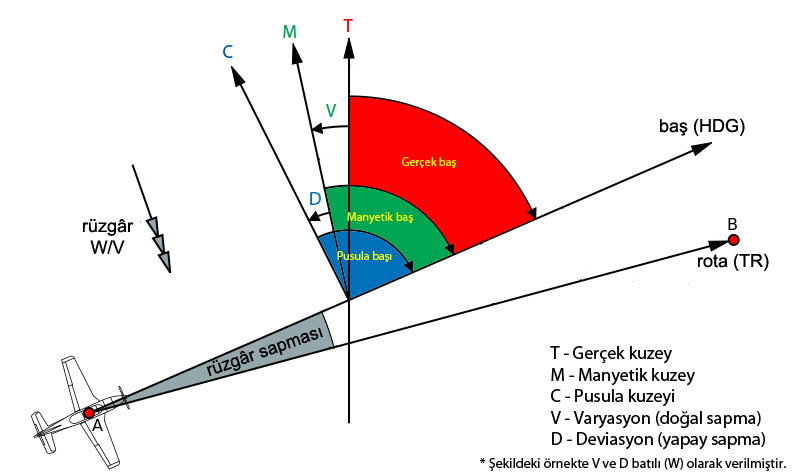
Курси і шлях літака: T — географічний меридіан, M — магнітний меридіан, C — компасний меридіан, V — магнітне схилення, D — магнітна девіація, справжній курс, магнітний курс, компасний курс.

Магнітна девіація, магнітне відхилення — відхилення стрілки магнітного компаса від магнітного меридіана під впливом чинників на борту носія компаса (корабля, літака, автомобіля, екіпірованої людини). Для визначення девіації використовується спеціальний прилад — дефлектор. Вимірюється кутом між компасним (тобто заснованим на показаннях компаса) і магнітним меридіанами в площині істинного горизонту спостерігача. Залежно від того, в який бік відхиляється стрілка своїм північним кінцем від напрямку на магнітну північ, розрізняють східну (додатну, позначувану + або O) і західну (від'ємну, позначувану - або W) девіацію. Частіше за все вона не є постійною величиною, а змінюється залежно від курсу судна (літака) і широти. Курс (або пеленг) без врахування магнітної девіації називається компасним курсом (пеленгом), з урахуванням — магнітним.

## Причини девіації
Явище девіації спричинюється впливом магнітного поля судна (літака, автомобіля). Усі частини транспортного засобу, виготовлені з магнітних матеріалів, намагнічуються під впливом магнітного поля Землі як у період будівництва, так і в період експлуатації. Величина намагнічування залежить від напруженості магнітного поля Землі й магнітних властивостей суднового заліза.
Величина девіації залежить від власне магнітного курсу носія, від кута підйому вектора магнітного поля планети над площиною горизонту й від модуля цього вектора.

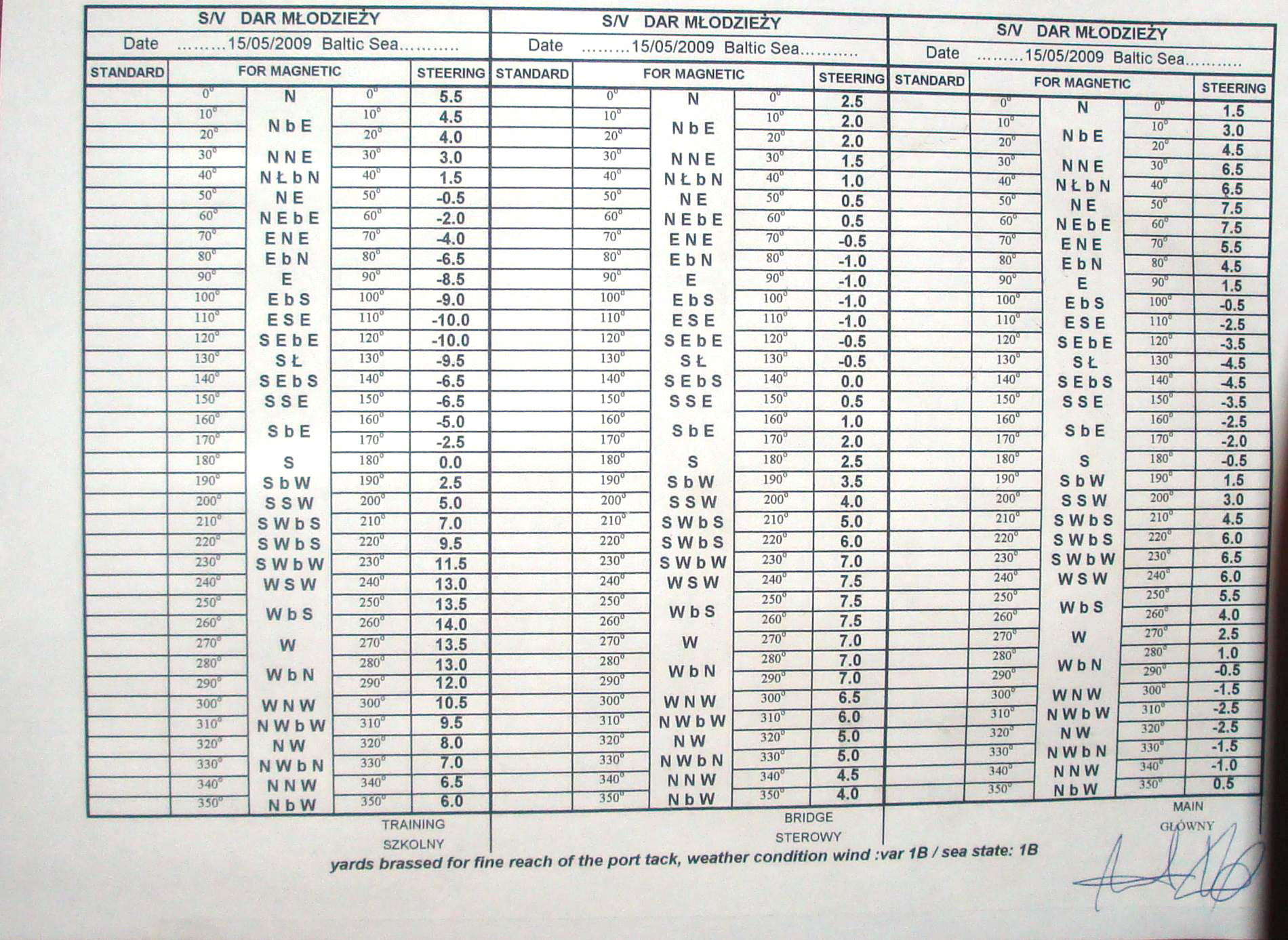
Таблиця девіації

## Сили, що викликають девіацію
Спільна дія на компас сил земного магнетизму і магнетизму транспортного засобу може бути зведена до 6 сил, що різним чином впливають на компас. Оскільки лінії магнітного поля Землі спрямовані під кутом до горизонту (магнітне нахилення), то магнітну силу для зручності представляють двома складовими силами: H — горизонтальною і Z — вертикальною.
Походять від твердого суднового заліза і спричинюють півкругову девіацію
- λН — сила, що спрямовує компасну стрілку по магнітному меридіану
- UλН — сила, що спричинює постійну на всіх курсах девіацію
- BλH — поздовжня сила
- GλH — поперечна сила

Походять від м'якого суднового заліза і спричинюють чвертну девіацію
- DλH
- QλН

## Види магнітної девіації
- Півкругова девіація, півколова девіація — девіація під впливом головним чином твердого в магнітному відношенні суднового заліза. Спричинюється поздовжньою (BλH) і поперечною (GλH) силами. Назва пов'язана з тим, що при повороті судна на 360° девіація, спричинена цими силами, два рази обертається на нуль.
- Кренова девіація — девіація, що залежить від нахилу на той чи інший борт і від кута крену. При бортовій хитавиці змінюється переважно сила GλH, при кільовій — сила BλH, решта сил змінюються мало. Оскільки при хитавиці кут крену безперервно змінюється, разом з ним змінюється весь час і кренова девіація, то картушка компаса, не в змозі зайняти певне положення рівноваги, буде коливатися («ходити»).
- Чвертна девіація — девіація під впливом м'якого в магнітному відношенні суднового заліза. Спричинюється силами DλH та GλH. Назва пов'язана з тим, що при повороті судна на 360° девіація, спричинена цими силами, чотири рази обертається на нуль.
- Електромагнітна девіація (ЕМД) — відхилення магнітної стрілки від магнітного меридіана при увімкнених і вимкнених електричних установках судна (літака). Величина її залежить від відстані між компасом і джерелом електромагнітного поля і від величини струму в ньому.
- Залишкова девіація — невелика девіація (близько 1°), що залишається після знищення півкругової і чвертної девіації. Вона не повинна перевищувати 2-3°. Для врахування поправок існує таблиця залишкової девіації.

Девіація, що залишається незмінною на всіх курсах корабля, називається постійною девіацією.

## Нейтралізація

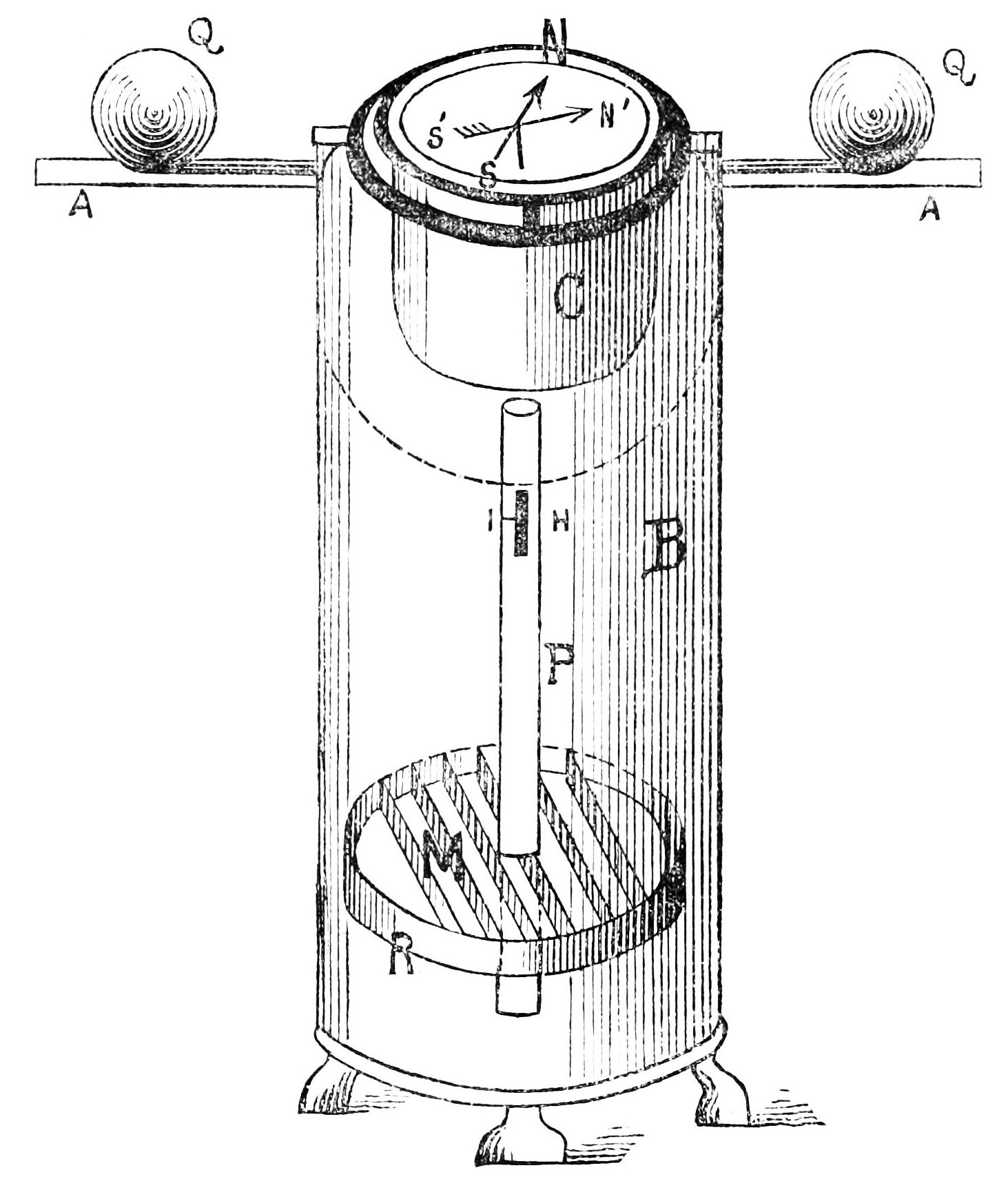
Нактоуз із девіаційним приладом. C — котелок компаса, Q — кулі з м'якого заліза, H — вертикальний магніт, M — поперечні магніти.

Для підвищення точності курсовказання і пеленгування за допомогою магнітного компаса девіацію знищують. Принцип знищення девіації заснований на створенні в центрі компаса за допомогою магнітів і м'якого заліза сил, рівних за величиною і протилежних за напрямком силам, що спричинюють девіацію.
Першим про явище відхилення магнітної стрілки на кораблі повідомив португальський мореплавець Жуан ді Каштру в 1538 році і пов'язав його з корабельними гарматами. Виявилося, що багато інших об'єктів стають джерелами девіації, включаючи залізні частини котелка компаса, залізні цвяхи нактоуза і навіть металеві частини одягу. Суднові компаси теж можуть впливати один на одного, якщо вони розташовані занадто близько. Щоб знизити вплив помилок девіації, англійський гідрограф Джон Черчмен в 1794 році запропонував розвертати судна для визначення і компенсації девіації компаса. Девіатори вимірювали магнітну девіацію при розвороті судна в різні положення компаса і укладали таблицю поправок. Ця процедура стала стандартною, коли в XIX столітті заліза на кораблях ставало дедалі більше.
З XIX століття для нейтралізації девіації використовують розміщені біля компаса знищувачі (компенсатори), що разом називаються девіаційним приладом. Усередині нактоуза поміщають поздовжні і поперечні магніти, обабіч котелка компаса — кулі з м'якого заліза (так звані «кулі Кельвіна»). Поруч компаса в контейнері вертикально встановлюється брусок з м'якого заліза — фліндерсбар.
Знищення електромагнітної девіації здійснюється компенсатором, що складається з 3 взаємно перпендикулярних електромагнітів, які встановлюються безпосередньо під котелком компаса. Обмотки електромагнітів підключаються до джерела постійного струму, що створює ЕМД.